# Bronson Koenig
Bronson Koenig (La Crosse, 13 novembre 1994) è un ex cestista statunitense.

## Carriera
Il 19 luglio 2019 decide di trasferirsi in Italia firmando con il Basket Brescia Leonessa, ma il contratto viene rescisso prima ancora di iniziare a causa di un infortunio il 24 settembre.

## Statistiche

### College
| Anno      | Squadra           | PG  | PT | MP   | TC%  | 3P%  | TL%  | RP  | AP  | PRP | SP  | PP   |
| --------- | ----------------- | --- | -- | ---- | ---- | ---- | ---- | --- | --- | --- | --- | ---- |
| 2013-2014 | Wisconsin Badgers | 37  | 0  | 15,5 | 44,3 | 32,8 | 75,0 | 1,2 | 1,1 | 0,3 | 0,1 | 3,5  |
| 2014-2015 | Wisconsin Badgers | 40  | 24 | 28,8 | 41,4 | 40,5 | 81,2 | 1,8 | 2,5 | 0,2 | 0,2 | 8,7  |
| 2015-2016 | Wisconsin Badgers | 35  | 35 | 34,9 | 39,2 | 39,0 | 76,3 | 2,8 | 2,4 | 0,4 | 0,2 | 13,1 |
| 2016-2017 | Wisconsin Badgers | 36  | 35 | 31,4 | 41,9 | 39,3 | 90,5 | 2,1 | 2,0 | 0,6 | 0,3 | 14,5 |
| Carriera  | Carriera          | 148 | 94 | 27,5 | 41,2 | 38,8 | 81,4 | 2,0 | 2,0 | 0,4 | 0,2 | 9,9  |